# Sheridan Le Fanu
Joseph Thomas Sheridan Le Fanu (Dublín, 28 de agosto de 1814-Dublín, 7 de febrero de 1873) fue un escritor irlandés de cuentos y novelas góticas, de misterio y de terror. Fue uno de los principales escritores de cuentos de fantasmas de su época, central para el desarrollo del género en la era victoriana,y es celebrado por su habilidad para evocar la atmósfera ominosa de una casa embrujada. M. R. James describió a Le Fanu como «definitivamente en el primer nivel como escritor de cuentos de fantasmas». Tres de sus obras más conocidas son el misterio de habitación cerrada Uncle Silas, la novela corta de vampiros Carmilla, que popularizó el tópico de las vampiresas, y la novela histórica The House by the Churchyard.

Sus cuentos de fantasmas representan uno de los primeros ejemplos del género de terror en su forma moderna, en la cual, como en su relato Schalken el pintor, no siempre triunfa la virtud ni se ofrece una explicación sencilla de los fenómenos sobrenaturales.

## Biografía
Sheridan Le Fanu nació en el seno de una familia de alcurnia de procedencia hugonote. Su abuela, Alice Sheridan Le Fanu, y su tío abuelo, Richard Brinsley Sheridan, fueron dramaturgos, y su sobrina, Rhoda Broughton, novelista de éxito.
Estudió Derecho en el Trinity College de Dublín, donde fue nombrado auditor de la Sociedad Histórica, pero a Le Fanu no le agradaban las leyes y se pasó al periodismo. A partir de ese momento y hasta su muerte publicó multitud de relatos. Desde 1861 hasta 1869, editó el Dublin University Magazine, que publicó muchos de sus trabajos por entregas. Perteneció a la plantilla de varios periódicos, incluyendo el ya mencionado Dublin University Magazine y el Dublin Evening Mail, hasta su muerte, que se produjo en la ciudad que lo vio nacer, Dublín, el 7 de febrero de 1873.

## Obra
Las intrigas de Le Fanu, de gran intensidad, están perfectamente construidas. Su especialidad consistía en la recreación de «atmósferas» y «efectos» más que en el mero susto, con frecuencia dentro de un formato de misterio. La lectura de novelas como Carmilla sobre una vampiresa, de trama muy efectiva, influyó poderosamente en Bram Stoker para su Drácula.
Uno de sus primeros trabajos, Un episodio en la historia de la familia Tyrone (1839), pudo a su vez haber sido inspirado por Cumbres borrascosas, de Emily Brontë. A veces se ha afirmado que Le Fanu es el padre del cuento de fantasmas irlandés en época victoriana. A juzgar por la trascendencia de su obra, es sorprendente que su aportación no haya sido mejor considerada.
Sus historias más conocidas, leídas aún hoy con asiduidad, son la novela macabra de misterio titulada Tío Silas (1864), La rosa y la llave (1871), y la muy celebrada colección En un vidrio misterioso (1872), que contiene Carmilla, así como Té verde y El conocido, dos famosos relatos de enigmáticos sucesos aparentemente convocados por una oscura culpa.
Otras ficciones de Le Fanu son Los papeles de Purcell, dividido en tres volúmenes; La casa junto al cementerio (1863); La mano de Wylder (1864); Guy Deverell (1865); Vidas encantadas (1868); El misterio de Wyvern (1869), y la publicación póstuma El vigilante y otras historias macabras (1894), otra colección de cuentos.
Para ese otro gran representante del cuento de miedo que es M. R. James,

Le Fanu figura en primera fila como autor de narraciones de fantasmas. Este es mi firme veredicto después de leer todos los relatos sobrenaturales suyos que he logrado encontrar. Nadie dispone la escena mejor que él, nadie acierta en el eficaz detalle con más habilidad.

Henry James, por su parte, escribió:

Teníamos la acostumbrada novela del señor Le Fanu junto a la cama, la lectura ideal para después de medianoche en una casa de campo.

## Filmografía
En 1932 Carl Theodor Dreyer filmó la película Vampyr basándose en In a Glass Darkly.
Sobre su obra Tío Silas se filmó en 1947 la película argentina El misterioso tío Silas, dirigida por Carlos Schlieper.
Por otro lado, en el año 2000 se estrenó la película El misterio de Wyvern, dirigida por Alex Pillai y protagonizada por Naomi Watts, Derek Jacobi, James Doherty y Jack Davenport.